# Roland Schacht
Roland E. A. Schacht (* 13. Februar 1888 in Reichenberg, Österreich-Ungarn; † 22. September 1961 in Berlin) war ein deutscher Autor und Drehbuchautor.

## Leben

### Jugend, Ausbildung und Erster Weltkrieg
Schacht war der Sohn des Schauspielerehepaars Eduard und Mathilde Schacht, geborene Quendt († 1941). Der Graphiker und Architekt Walter Schacht war sein jüngerer Bruder. Nach dem Besuch eines Realgymnasiums, das Roland Schacht zu Ostern 1906 mit der Reifeprüfung verließ, studierte er von 1906 bis 1910 Germanistik, neuere Sprachen und Kunstgeschichte in Göttingen, Paris, München, Berlin und Greifswald. 1910 promovierte er in München mit der Arbeit Die Entwicklung der Tragödie in Theorie und Praxis von Gottsched bis Lessing mit Prüfungsdatum vom 30. Januar 1910 zum Dr. phil.  Bald danach, ab 12. November 1910 bestand er das erste Staatsexamen für das höhere Lehramt.
Von 1911 bis 1915 arbeitete Schacht als Oberlehrer am Böhmschen Mädchenlyzeum in Berlin. Daneben war er von 1911 bis 1914 Mitherausgeber der Jahresberichte für neuere deutsche Literaturgeschichte. Während des Ersten Weltkriegs gehörte Schacht vom 23. März 1915 bis 22. Dezember 1915 der Preußischen Armee an. Anschließend kam er zur Baudirektion des Generalgouvernements für Belgien in Brüssel. Seit Oktober 1916 war er bei der Zivilverwaltung in Flandern als Bibliothekar und Dolmetscher beschäftigt.

### Weimarer Republik und Zeit des Nationalsozialismus
Zum 1. Januar 1919 trat Schacht in das Auswärtige Amt ein, in dem er zunächst in der Abteilung IV (Nachrichten) verwendet wurde. Im Frühjahr 1920 wechselte er in die Abteilung P (Presse = Vereinigte Presseabteilung der Reichsregierung), wo er bis 1933 im Referat J (Innere und auswärtige Politik mit Bezug auf die innere Presse) eingesetzt wurde. Daneben arbeitete er ab 1920, unter wechselnden Pseudonymen, als Kulturjournalist für Zeitungen und Zeitschriften wie den Börsencourier, Die Grenzboten, die Preussischen Jahrbücher und Der Abend sowie ab 1922 als Filmkritiker für den Ullstein-Verlag (Die Weltbühne, Der Kunstwart und B.Z. am Mittag) bzw. von 1928 bis 1930 als Dramaturg für die Universum Film AG.
1934 übernahm Schacht die Leitung des Referates XI (Pressevortrag und Pressebericht) des Auswärtigen Amtes. Seine Beschäftigung als Filmkritiker hatte er derweil zu Beginn der 1930er Jahre beendet. Stattdessen verfasste er in den folgenden Jahren mehrere Bühnenstücke sowie einige Drehbücher. Von 1941 bis 1942 war Schacht für das Tobis Tonbild-Syndikat tätig.
Schacht war zweimal verheiratet: In erster Ehe mit Elise von Hager, einer Tochter des Gutsbesitzers Otto von Hager. Am 24. April 1936 heiratete er in zweiter Ehe Gretchen Zacharias.

### Nachkriegszeit
Nach dem Ende des Zweiten Weltkriegs leitete Schacht von Mai bis Oktober 1945 das Kulturamt in Berlin-Friedenau, zuletzt in Schöneberg. Anschließend betätigte er sich als freier Schriftsteller: Er veröffentlichte Novellen und einen Roman. Außerdem gab er Grillparzer-Schriften heraus. Ferner übersetzte er italienische, französische und spanische Literatur ins Deutsche. Vom 8. Juni 1951 bis 31. Oktober 1953 arbeitete Schacht als Referent beim Bundespresseamt.
Ab 1945 war Schacht, der mit Elise von Hager verheiratet war, Vorsitzender des Schutzverbandes Deutscher Autoren und ab 1951 des Verbands Deutscher Bühnenschriftsteller. Am 2. November 1953 erhielt Schacht einen Honorauftrag zur Vorbereitung einer Darstellung der Geschichte des Auswärtigen Amtes seit 1915 bis zum 31. Dezember 1955. Vom 1. Februar 1956 an war er beim Generalsekretär der Truppenvertragskonferenz Überprüfer deutscher Texte.

## Werke

### Publizierte Schriften
- Madame Steinheil. Drama in 11 Bildern, 1933.
- Sie hat natürlich recht. Lustspiel in 3 Akten, 1934. (verfilmt 1935 unter dem Titel Die blonde Carmen)
- Christine von Schweden. Drama in 5 Akten, 1935.
- Mama räumt auf! Lustspiel in 3 Akten, 1936.
- Schauspielerin. 5 Akte, 1937.
- Die schöne Frau Gloria. Komödie in drei Akten, 1937.
- Sprechstunde. Komödie in drei Akten, 1939.
- Die ganz große Liebe. Lustspiel in 3 Akten, 1940.
- Zum Glück gehört Charakter. Lustspiel in 3 Akten, 1940.
- Eine Nacht incognito. Lustspiel mit Musik in 3 Akten 1940.
- Uhlmanns Kinder. Volksstück in 3 Akten, 1941.
- Liebling der Damen. Novellen, 1948.
- Aufstand der Asketen. Ein heiterer Zeitroman, 1955.

### Drehbücher
- 1921: Aus dem Schwarzbuch eines Polizeikommissars, 1. Teil – Loge Nr. 11
- 1934: Spiel mit dem Feuer (nur Sujet)
- 1938: Frühlingsluft
- 1939: Verdacht auf Ursula
- 1942: Ein Windstoß